# Amt Schönwalde

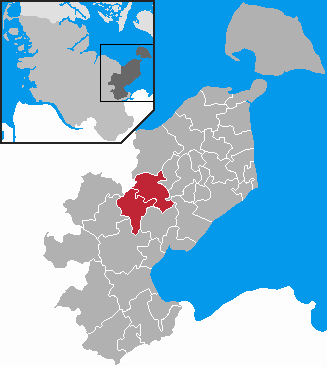
Lage des ehem. Amtes Schönwalde im Kreis Ostholstein

Das ehemalige Amt Schönwalde lag im Kreis Ostholstein in Schleswig-Holstein (Deutschland). Es bestand aus den beiden Gemeinden Schönwalde am Bungsberg und Kasseedorf. Das Amt hatte zuletzt etwa 4100 Einwohner. Der Verwaltungssitz war in Schönwalde a. B.
Mit Ablauf des 31. Dezember 2004 wurden die Ämter Schönwalde und Neustadt-Land aufgelöst. Aus den amtsangehörigen Gemeinden beider Ämter wurde ab dem 1. Januar 2005 das Amt Ostholstein-Mitte mit Sitz in Schönwalde am Bungsberg gebildet.